# 由理滴水
由理 滴水（ゆり てきすい、文政5年4月8日（1822年5月28日） - 明治32年（1899年）1月20日）は日本の江戸末期から明治初期にかけての臨済宗の僧侶。宜牧は諱、号は滴水、無異室、雲母庵とも称する。姓は由利、由里とも。また滴水宜牧ともいう。

## 生涯

### 出生から東山寺僧堂時代
丹波国何鹿郡(いかるがぐん)白道路村（現・京都府綾部市）に上田彦兵衛、母絹の三男として生まれる。父は文政8年(1825年)早くに没したので、親類の京都府加佐郡河守村の酒造家である由理清左衛門宅に引き取られ、養子となる。そして父の遺言に従い、9歳の時に出家をして、加佐郡行永村にあった龍勝寺の住職・大法和尚について出家得度する。この時僧名を宜牧と名づけられる。大和和尚は病身で経文祖録は進まず、もっぱら湯薬の世話に明け暮れた。その後天保8年(1837年)には京都府舞鶴市倉谷にある東山寺僧堂で二年程修行する。

### 儀山善来の曹源寺そして京都嵯峨広沢の要行院時代
備前国の曹源寺に儀山善来禅師として入山していた道誉を慕い、その門下につらなろうとして赴くが、すでに入門者が多数であることを理由に謝絶された。3日間懇請し続けてようやく入室を許されたのは、天保11年(1840年)のことであり滴水19歳(数え)の時であった。その後曹源寺で研鑽を積むこと10年近くして、28歳の時に儀山禅師の命により安芸国・佛通寺の瞶翁和尚の法化を助け留まること3年であった。

嘉永5年(1852年)に京都に入り、京都嵯峨広沢にある要行院の義堂和尚を訪問しそこに居住すること約十年。

### 天龍寺時代から幕末まで
文久2年(1862年)、41歳の時に天龍寺西堂に任命され、義堂に代わって叢林を指導する。翌年には居を要行院から龍済軒に移した。元治元年（1864年）7月に天龍寺が戦火にあった時（禁門の変）には、祖堂に入って天龍寺開山夢窓疎石の霊像を背負って山林の中に避難した。天龍寺に立て籠もった長州軍が退去した後、薩摩軍は什器を略奪。その後に大砲を撃ちかけて一帯を放火した。滴水はこれに怒り「勅命か、村田の一存か」と詰問したところ村田は傲然と勅命なりと返事をした。
元治2年(1865年)には、本山参暇に任ぜられ、心田西庵と交代し再び要行院に入る。

### 明治以後
明治1年(1868年)5月に要行院義堂遷化し、8月には慈済院に転住し前版職をつかさどる。10月11日に初めて臨済録を提唱する。
明治4年（1871年）に臨済宗天龍寺派管長となり、12月には慈済院を高木龍淵に譲る。明治5年（1872年）に大教正となり、禅宗三派（臨済宗・曹洞宗・黄檗宗）の管長に選任された。
明治11年(1878年)3月には師である儀山善来が遷化。10月には選仏場を改めて仏殿兼法堂となす。

明治12年（1879年）2月には法嗣である高木龍淵を伴って東京に赴き、天龍寺伽藍再建の勧進について政府に請願し許可を得る。明治16年(1883年)6月に新僧堂獅子窟を開単する。明治17年（1884年）に林丘寺住職を兼ね、この寺を再興する。

明治25年（1892年）には天龍寺管長を龍淵に譲り、自分は林丘寺に隠栖する。明治30年（1897年）に再び天龍寺管長となり、再建工事を督促する。明治32年（1899年）に林丘寺住職を辞し、天龍寺再建に専念した。工事がほぼ竣工した直後に病にかかり、林丘寺雲母庵に寂す。

## 一滴の水
有名な「滴水」の字の因縁のお話。たまたま滴水が、手桶の僅かな余り水を何気なしに捨てたところ、儀山善来に一喝をくらった。『一滴の水をも活かせ、一滴の水を無駄にすることこそ殺生なり』と叱責をされたことが、その後の滴水の人生を大きく左右する。この叱声を肝に銘じ、後年道号を「滴水」とし師である儀山善来の教えを忘れなかった。そしてその思いが、遷化の時の次の遺偈になるのである。

『曹源一滴　七十余年　受用不尽　蓋地蓋天』

## 白隠からの法系
白隠慧鶴→峨山慈棹→隠山惟琰→太元孜元→儀山善来→由里滴水

## 弟子法嗣
- 宮裡東昱　(臨済宗東福寺派管長 1906年没)
- 高木龍淵　(臨済宗天龍寺派管長 生没1842年-1918年没)
- 佐竹龍水　(臨済宗国泰寺派管長 生没1857年-1934年没)
- 橋本峨山　(臨済宗天龍寺派管長 生没1852年-1900年没)
- 山岡鉄舟　(東京全生庵開基 生没1836年-1888年没)